# 天母東路

天母三玉宮夜景

天母東路（通用漢語：TianMu E. Rd.，威妥瑪拼音：T'ienmu E. Rd.），為臺灣臺北市天母地區重要的東西向幹道，全線位於士林區境內。過去美軍駐台時期稱為天母二路，1982年改為今名。現今名稱之編定原則為方向分界基準，以中山北路為分界分為天母東路和天母西路。西起於中山北路六、七段分段路口，西接天母西路，向東行經忠誠路二段，並直接連接東山路。天母東路全長710公尺，寬12至30公尺不等，柏油路面。經緯度位置大約為25°07′05″N 121°32′03″E / 25.1180°N 121.5342°E。
中山北路至忠誠路口為混合車道，於路中間設有安全島分隔左右線道，屬四線快車道。本路為日治時期三角埔已闢有之道路，以北為小字名「三角埔」，以南為「大稻埕」；而忠誠路口以東之路段於1978年5月拓寬。昔日1977年於台北市街道圖時現今天母東路105巷與107巷合稱為求志路，於1995年時已取消使用此路名。
中山北路至忠誠路口的道路兩側大多為內政部劃定之第三種商業區，此外也有第三類住宅區、廣場用地和綠地用地；而從忠誠路口至東山路多為第二種住宅區，還有第二之二種住宅區、住宅區、河道用地和國中用地。

## 沿途地標及設施
（由西至東）
- 天母廣場（天母創意市集）
- 天母三玉宮（6號）
- 方家小館（7號）
- 華固天鑄 （8號）
- 陽信銀行天母分行（15號）
- 天福公園（8巷）
- 天福二號公園（8巷31弄）
- 廣田洋菓子-天母本店 （10號）
- 甜典16號 （16號）
- 台北富邦銀行 天母分行 （36號）
- 三明堂和菓子餐廳 (49之1號)

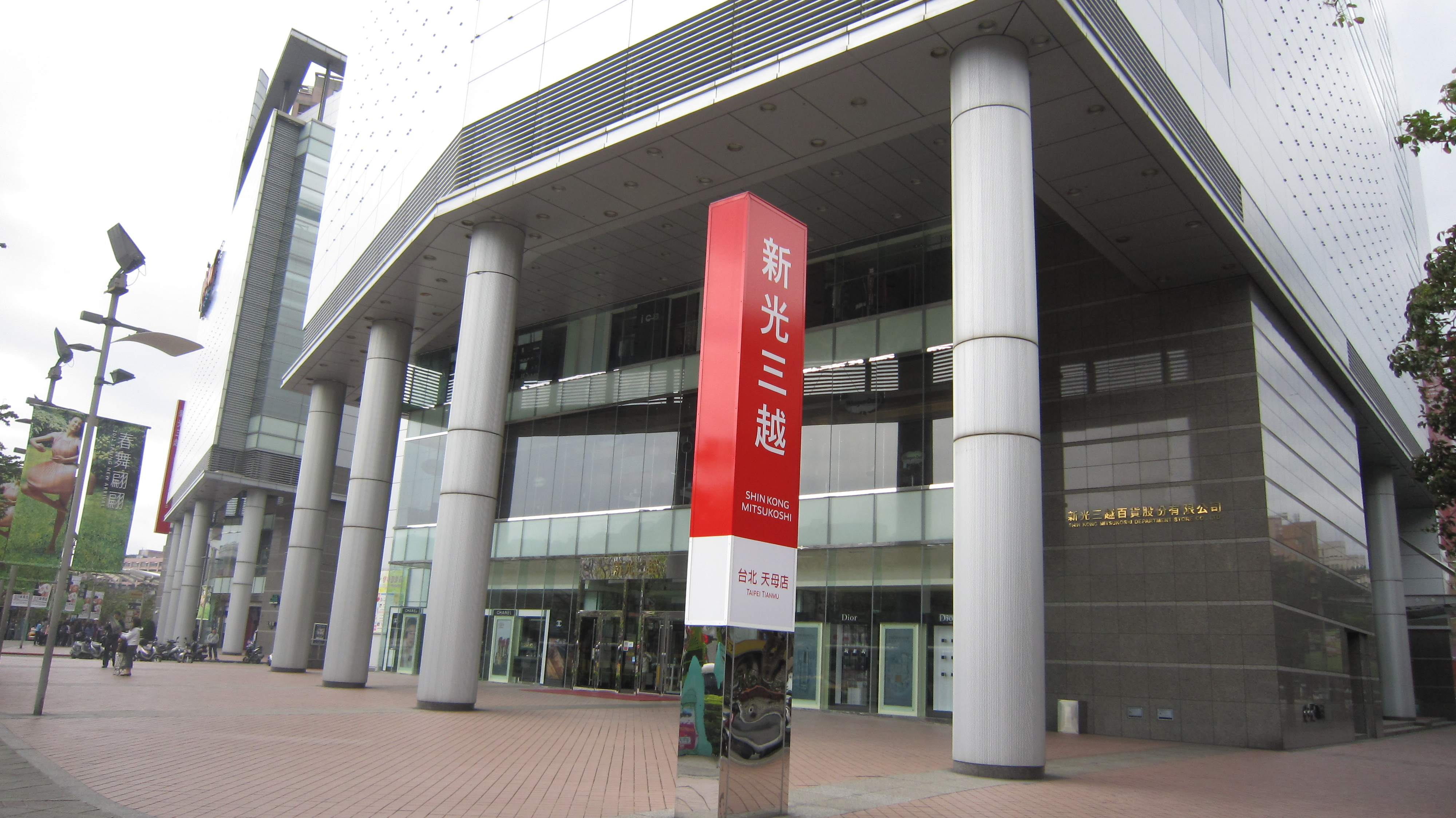
內有華威影城的新光三越天母店

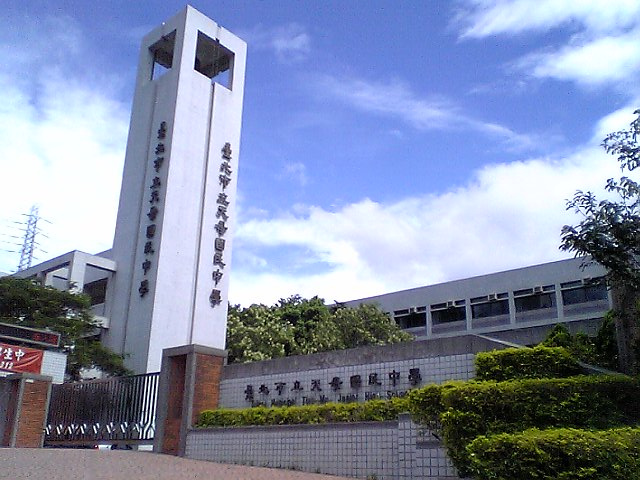
臺北市立天母國中

- 番紅花印度美饌 Saffron Fine Indian Cuisine (38之6號)
- 常在商行 咖啡廳Resté Café （48號）
- 凪Nagi豚骨拉麵天母店（50巷10弄2號）
- 歐德系統傢俱連鎖事業（天母店）（57號）
- 艾迪墨西哥餐廳 （63號）
- 香料屋印度料理 （65號）
- 路易．莎咖啡（天母忠誠門市）（67之1號）
- 新光三越台北天母店 （68號）
- 天和公園（69巷）
- 東和公園（69巷）
- 天和一號公園（69巷）
- Le Jardin 馨亞-法國餐廳 （80號）
- 私立十大幼稚園 (92號)
- 女娘的店 (97號)
- 金蓬萊遵古台菜餐廳 (101號)
- LA PASTA 義麵屋 天母店 (102號)
- 台北市慈悟寺圖書閱覽室（105巷）
- 丁丁藝術空間 TING TING ART SPACE（111號）
- 臺北市立三玉國小 （116號）
- 臺北市立天母國中（120號）

（註：未標註巷弄則位於道路上）

## 里界
天母東路為臺北市士林區之東西向主要道路，常被當作地理區劃的分界線。
| 北 | 天山里   | 天母東路69巷 | 天和里   | 北 |
| 西 | 天母東路 | 天母東路     | 天母東路 | 東 |
| 南 | 天福里   | 忠誠路       | 聖山里   | 南 |

### 段籍
天母東路也為段籍之劃分線。由中山北路至三玉國小，以北分天山段二小段，以南分三玉段三、二、一小段（分別再分於天母東路8巷和忠誠路）。三玉國小後段道路屬天玉段三小段。

## 交通
| 編號                          | 路線起迄                 | 本路段公車站牌                                     | 經營業者          |
| ----------------------------- | ------------------------ | -------------------------------------------------- | ----------------- |
| 203                           | 天母－汐止社             | 忠誠路口、天母國中                                 | 中興巴士 光華巴士 |
| 268                           | 天母－大直               | 三玉宮                                             | 光華巴士          |
| 279                           | 天母－內湖焚化廠         | 忠誠路口、天母國中                                 | 中興巴士 光華巴士 |
| 602                           | 天母－北投               | 三玉宮                                             | 大南汽車 中興巴士 |
| 606                           | 榮總－萬芳社區           | 三玉宮                                             | 大都會客運        |
| 616                           | 天母－黎明技術學院       | 三玉宮                                             | 中興巴士          |
| 645                           | 捷運石牌站－舊庄         | 三玉宮                                             | 三重客運          |
| 645副                         | 捷運石牌站－中華科技大學 | 三玉宮                                             | 三重客運          |
| 680                           | 天母－麟光               | 三玉宮、忠誠路口、天母國中                         | 光華巴士          |
| 685(經吉林路)                 | 天母－麟光新村           | 三玉宮                                             | 大都會客運        |
| 紅12                          | 捷運石牌站－天文科學館   | 三玉宮                                             | 中興巴士          |
| 敦化幹線（原285）             | 榮總－麟光新村           | 三玉宮                                             | 大都會客運        |
| 中山幹線（原220 天母-衡陽路） | 天母－青年公園           | 三玉宮、忠誠路口、天母國中                         | 光華巴士          |
| 市民小巴16                    | 天母－捷運芝山站         | 東和公園(於天母東路69巷)、天和公園(於天母東路69巷) | 光華巴士          |

| 編號       | 路線起迄         | 本路段公車站牌                                                   | 經營業者 |
| ---------- | ---------------- | ---------------------------------------------------------------- | -------- |
| 市民小巴11 | 天母－捷運芝山站 | 東和公園(於天母東路69巷)、天和公園(於天母東路69巷)、天母忠誠路口 | 光華巴士 |
| 646        | 東湖－榮總       | 三玉宮                                                           | 欣欣客運 |

## 相關資訊
- 天母東路的奇幻少女：作家溫小平的著作，2012年2月出版，是一本有親情、有夢幻、有近乎童話的作品。[7]

## 資料來源
1. ↑  . 中央研究院人社中心地理資訊科學專題研究中心.   [2019-09-10]. （原始内容存档于2021-12-19）. 臺北市街道圖(1977)、臺北市行政區域圖(1983)
2. ↑  . 中華民國 內政部戶政司 全球資訊網: 臺北市A61.   [2019-09-10]. （原始内容存档于2019-03-29）.
3. ↑  . 2002-01-01  [2019-09-09]. （原始内容存档于2011-12-29）.
4. ↑  . 中央研究院人文社會科學研究專題中心.   [2019-09-10]. （原始内容存档于2021-12-19）.
5. ↑  . 中華民國內政部營建署.   [2019-08-17]. （原始内容存档于2020-03-23）.
6. ↑  中央研究院 地理資訊科學研究專題中心 段籍圖[NLSC] 開放資料
7. ↑  溫小平. . 博客來.   [2023-12-06]. （原始内容存档于2023-12-07）.